# 动力织布机

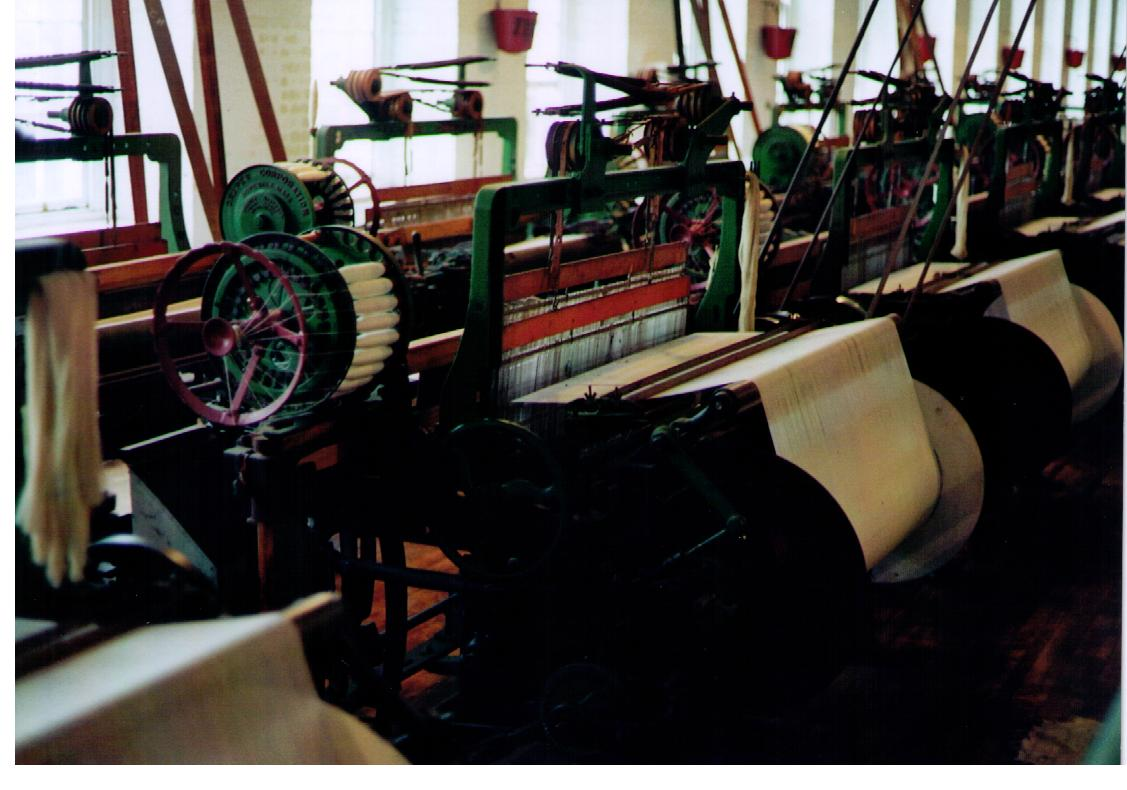
动力织布机

动力织布机是一种机械化织布机，是工业革命初期纺织工业化的重要推動因素之一。第一台动力织布机由英國發明家埃德蒙·卡特赖特（Edmund Cartwright）于1786年设计并首次制造。在接下来的47年里，动力织布机得到了改进。到1850年，英国已有26万台动力织布机投入使用。